# Liriomyza tibidabensis
Liriomyza tibidabensis este o specie de muște din genul Liriomyza, familia Agromyzidae, descrisă de Spencer în anul 1966.
Este endemică în Spania. Conform Catalogue of Life specia Liriomyza tibidabensis nu are subspecii cunoscute.